# Distelhausen
Distelhausen ist einer von sieben Stadtteilen von Tauberbischofsheim im Main-Tauber-Kreis in Baden-Württemberg. Der Ort liegt an der Tauber und hat 882 Einwohner.

## Geographie

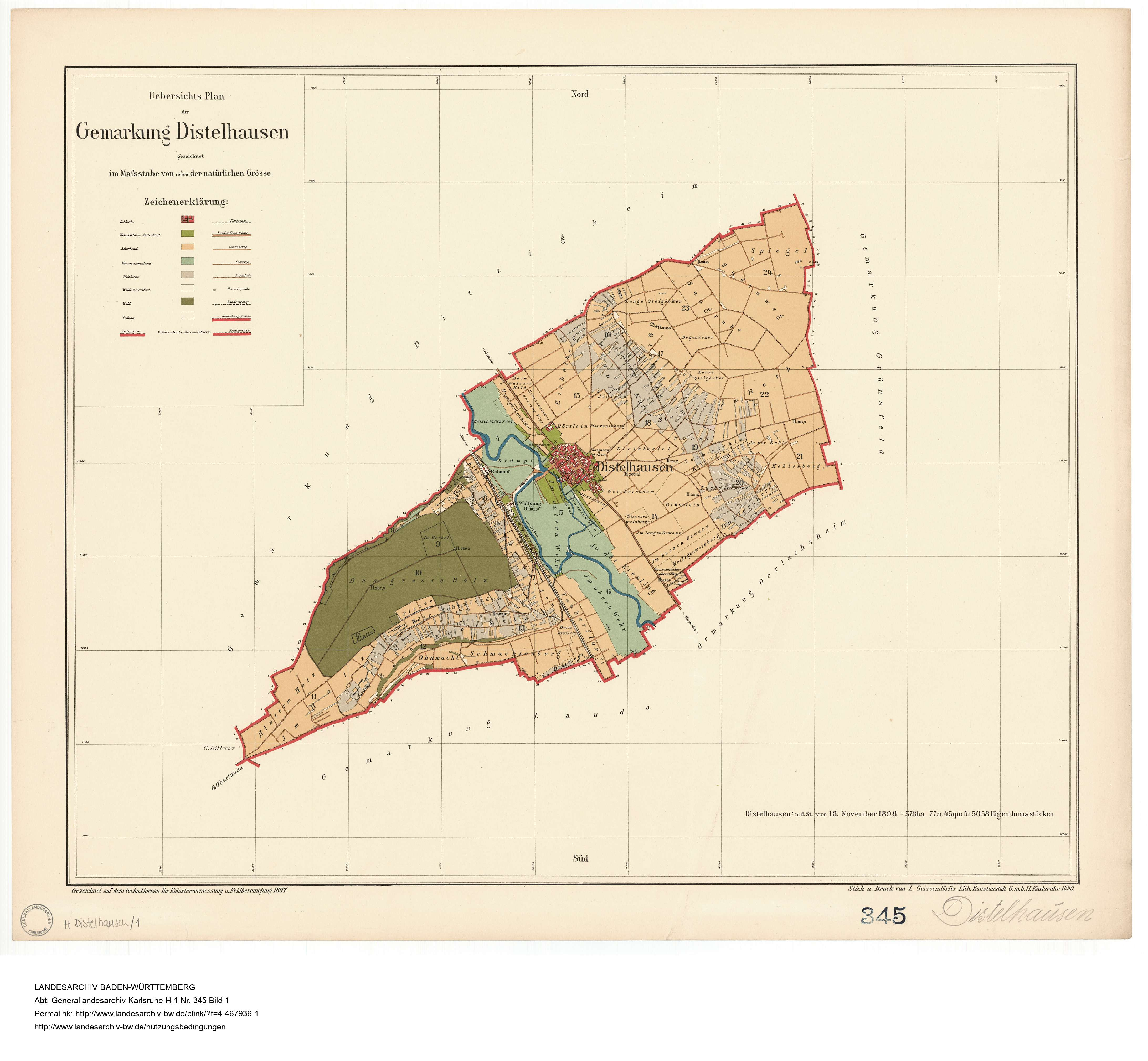
Gemarkung von Distelhausen, 1899

### Geographische Lage
Distelhausen liegt südlich von Tauberbischofsheim und Dittigheim an der Tauber. Der Ort entstand mit dicht bebautem Siedlungskern auf einer rechtsseitigen Terrasse des Taubertal. Neue Wohngebiete entstanden in den Gewannen Torgarten (1952) und Weigersdam (1956, 1964). Zur Gemarkung der ehemaligen Gemeinde Distelhausen gehören das Dorf Distelhausen (⊙) und der Wohnplatz Bahnstation Distelhausen (⊙).

### Nachbargemeinden
Im Norden grenzen Dittigheim und Tauberbischofsheim, im Osten Grünsfeld, im Südosten Gerlachsheim, im Süden Lauda-Königshofen und im Westen Dittwar an das Dorf.

### Schutzgebiete und Naturdenkmale
Auf der Distelhäuser Gemarkung gibt es zwei flächenhafte Naturdenkmale (siehe auch: Liste der Naturdenkmale in Tauberbischofsheim):
- Naturdenkmal Magerrasen Fuchsschwanz (Schutzgebiets-Nr. 81281150010); 1,6 ha; flächenhaftes Naturdenkmal; seit dem 10. März 1992.[4]
- Naturdenkmal Sukzessionsfläche Wilm Leite (Schutzgebiets-Nr. 81281150009); 2,2 ha; flächenhaftes Naturdenkmal; seit dem 10. März 1992.[5]

## Geschichte

### Mittelalter
Historische Funde deuten darauf hin, dass der Ort um etwa 800 nach Christus besiedelt war. Es handelt sich um einen Ausbauort der Merowingerzeit. 1327 wurde der Ort erstmals urkundlich als Destelhausen erwähnt. 1333 folgte eine Erwähnung als Tesselhusen (auch „Tesselenhussen“) erwähnt. Der Name könnte auf den Personennamen des Hauses des Tassilo bedeutet haben; die Namensherkunft wird aber auch auf die später im Wappen gezeigten Distelpflanzen zurückgeführt. Wie weitere Urkunden belegen, war der Ort 1420 als Destelhusen (auch Destelhussen oder Destelhausen) bekannt. Der Ortsname entwickelte sich schließlich zu „Distelhausen“.
Der Ort gehörte einst zur Herrschaft Lauda und gelangte mit dieser an die Grafen von Rieneck, im späten 14. Jahrhundert an Pfalz, im Jahre 1410 an Pfalz-Mosbach und im Jahre 1450 wieder an die Grafen von Rieneck. Mitte des 15. Jahrhunderts starb etwa die Hälfte der Einwohner an der Pest.

### Neuzeit
Nachdem Distelhausen eine Reihe wechselnder Landesherrschaften hatte, gelangte der Ort schließlich im Jahre 1506 ans Hochstift Würzburg und zum dortigen Amt Lauda. Distelhausen gehörte in der Folge bis 1813 zum Amt Lauda. Distelhausen gehörte zur Zehnt Tauberbischofsheim und ab 1585 zu Zehnt Lauda. Der Ort war Teil des Bistums Würzburg bis zu dessen Säkularisation 1803 sowie des Fränkischen Reichskreises. Im Jahre 1803 gelangte der Ort zunächst zum Fürstentum Leiningen und wurde an Salm-Reifferscheid abgetreten. Das wurde jedoch 1805 im Austausch von Poppenhausen rückgängig gemacht. Nach Auflösung des Fürstentums im Jahre 1806 durch die Rheinbundakte wurde Distelhausen dem Großherzogtum Baden zugeschlagen. 1813 bis 1840 gehörte die Gemeinde zum Bezirksamt Gerlachsheim, danach zum Bezirksamt Tauberbischofsheim, später Landkreis Tauberbischofsheim, jetzt Main-Tauber-Kreis. 1814 lebten 751 Menschen in Distelhausen.
1867–1868 wurde der Bahnhof Distelhausen an der Bahnstrecke Lauda–Wertheim gebaut. Am Ende des Zweiten Weltkriegs richtete die US-Army zwischen Dorf und Bahnhof ein Depot für Nachschub, Munition und Fahrzeuge ein. In den 1970er Jahren wurde während des Baus der Bundesautobahn 81 mit der nahe gelegenen Anschlussstelle Tauberbischofsheim sowie der nahe gelegenen Taubertalbrücke nördlich des Distelhäuser Bahnhofes vorübergehend der zusätzliche Deckenbaubahnhof Distelhausen errichtet.
Ab 1813 gehörte der Ort zum Bezirksamt Tauberbischofsheim, das wiederum im Landkreis Tauberbischofsheim und 1973 im Main-Tauber-Kreis aufging. Am 1. Januar 1975 wurde Distelhausen im Zuge der Gebietsreform in Baden-Württemberg gemeinsam mit Dittigheim und Dittwar ein Teil von Tauberbischofsheim.

### Einwohnerentwicklung
| Jahr | Einwohnerzahl | Sonstiges |
| ---- | ------------- | --- |
| 1814 | 751           | |
| 1852 | 817           | |
| 1871 | 761           | |
| 1880 | 742           | |
| 1890 | 709           | |
| 1900 | 631           | |
| 1910 | 618           | |
| 1925 | 677           | |
| 1933 | 647           | |
| 1939 | 579           | einschließlich Soldaten                                                                                             |
| 1950 | 878           | |
| 1956 | 762           | |
| 1961 | 716           | Volks-, Berufs- und Arbeitsstättenzählungen in Westdeutschland vom 6. Juni 1961                                     |
| 1970 | 790           | Volks-, Berufs- und Arbeitsstättenzählungen in Westdeutschland vom 27. Mai 1970                                     |
| 2015 | 942           | Fortgeschriebene Daten der Stadt Tauberbischofsheim anhand der Volkszählung in der Europäischen Union 2011 (Zensus) |

Quellen: 1852–1956: Landesarchiv Baden-Württemberg, 1961–1970: Gemeindeverzeichnis, 2015: Angaben der Stadt Tauberbischofsheim

## Politik

### Bürgermeister
| Amtszeit  | Bürgermeister |
| --------- | ------------- |
| 1964–1974 | Robert Weber  |

### Ortschaftsrat
Der Ortschaftsrat besteht aus fünf Personen (vier Ortschaftsräte und einer Ortschaftsrätin). Alle werden von der CDU gestellt.

### Ortsvorsteher
Ortsvorsteher ist Sascha Diemer.
Dieser vertritt Distelhausen ebenfalls im Gemeinderat von Tauberbischofsheim.

### Wappen
Erstmals tauchte das Wappen im 16. Jahrhundert auf einem Siegelstempel auf. Er trägt die Umschrift „DISTELHAVSEN 15(8)6“ und weist durch die Distelstaude „redend“ auf den Ortsnamen. Das Siegel trug später nur noch eine Distel mit dem Buchstaben „D“, bis im 19. Jahrhundert Farbstempel mit der Umschrift „GEMEINDE DISTELHAUSEN“ verwendet wurden, die im gekrönten Schild zwei verschlungene Zweige ohne Blüten zeigen. 1900 griff das Generallandesarchiv Karlsruhe auf die alte Vorlage des „redenden“ Wappens zurück und legte dessen Farben fest. Hierzu erteilte der Gemeinderat im Juli 1901 seine Zustimmung. Jedoch wurde noch bis nach dem Ersten Weltkrieg der Farbstempel von 1894 mit dem falschen Wappen verwendet.

## Wirtschaft

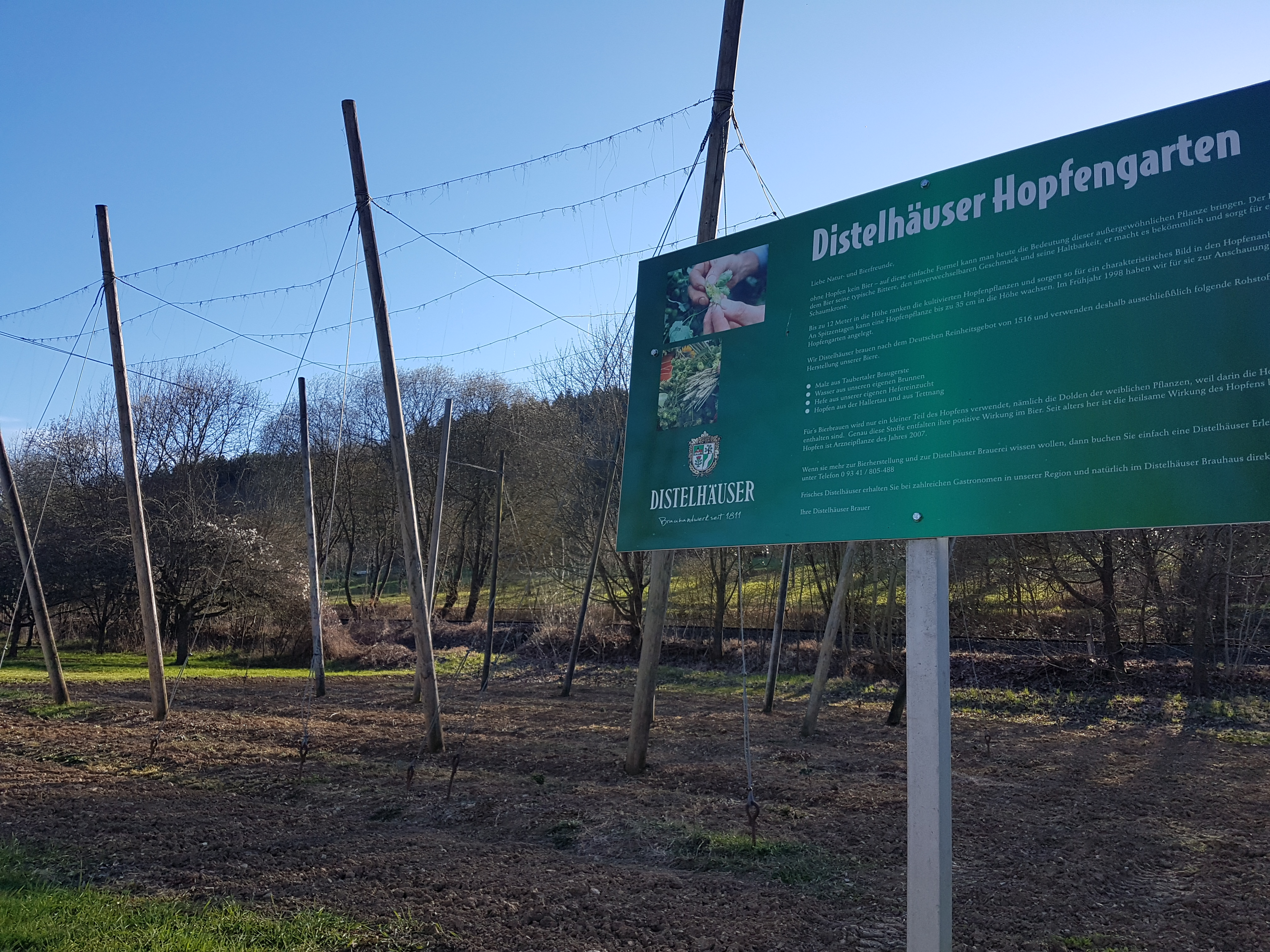
Distelhäuser Hopfengarten (2017)

### Landwirtschaft

#### Weinanbau
Weinbau wird auf der Einzellage „Kreuzberg“ betrieben. Diese ist Teil der Großlage Tauberklinge und dem Bereich Tauberfranken des Weinanbaugebietes Baden zugeordnet.

#### Hopfenanbau
Ein für die Region untypisches Hopfenfeld wird durch die ortsansässige Brauerei betrieben.

### Tourismus

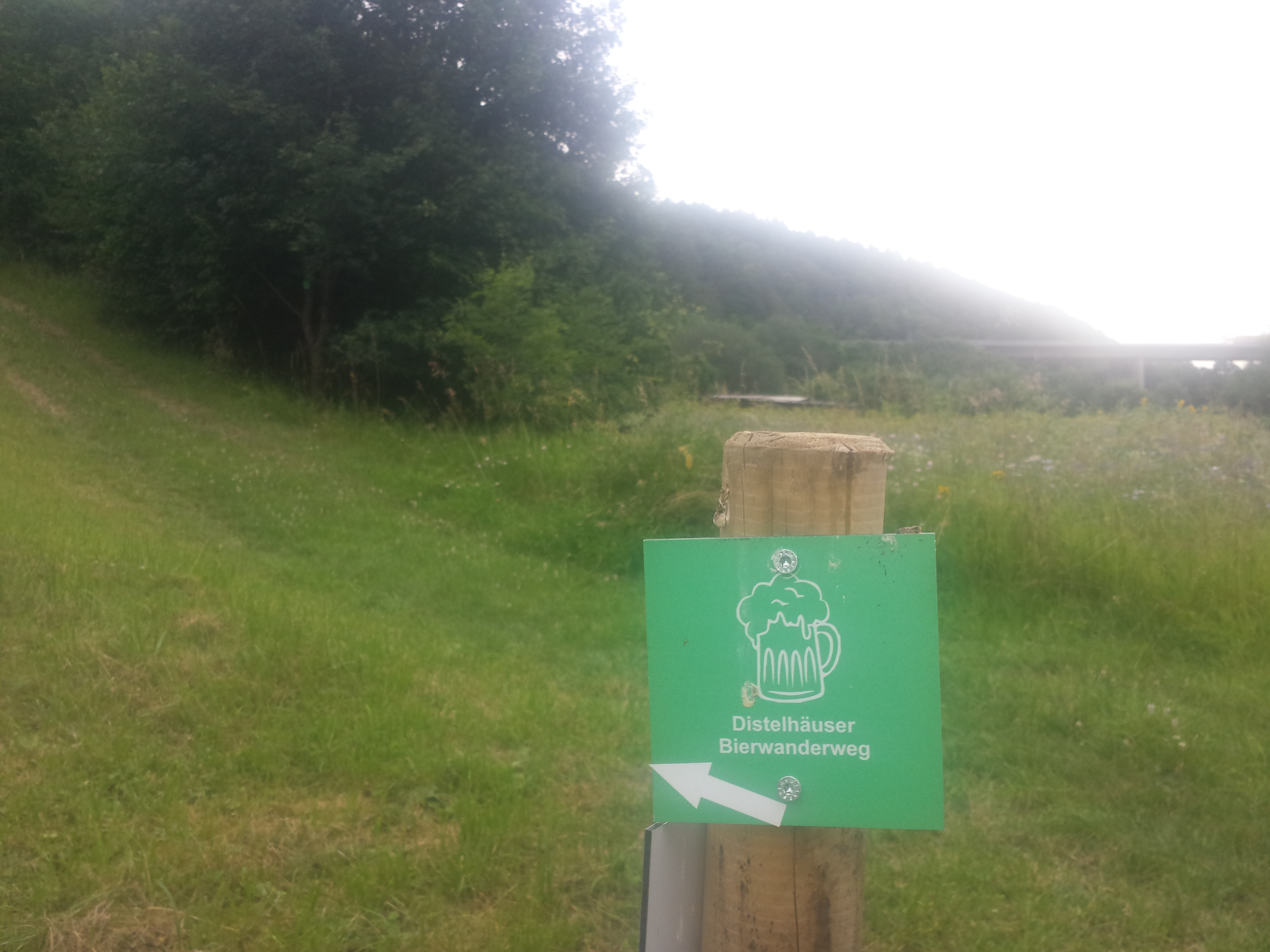
Distelhäuser Bierwanderweg

Der Taubertalradweg führt durch den Ort. Für Wanderer gibt es den ausgeschilderten Distelhäuser Bierwanderweg. Daneben verläuft ein kleiner Abschnitt des Panoramawegs Taubertal über die Distelhäuser Gemarkung.

### Verkehr
Distelhausen hat einen Haltepunkt an der Bahnstrecke Lauda–Wertheim. Der hier 1867 durch die Großherzoglich Badischen Staatseisenbahnen eröffnete Bahnhof war bis 1981 mit Personal besetzt.
Zudem verkehren Busse aus der Ortsmitte nach Tauberbischofsheim, Lauda und Grünsfeld.
In der Nähe befindet sich seit 1972 die Anschlussstelle Tauberbischofsheim an die Bundesautobahn 81 (Würzburg – Gottmadingen), die hier über die Taubertalbrücke führt. Ferner liegt der Ort an der Bundesstraße 290 (Tauberbischofsheim – Westhausen).

### Ansässige Unternehmen
Die Distelhäuser Brauerei vertreibt ihre Produkte in der Region Heilbronn-Franken und Teilen von Unterfranken.

### Öffentliche Einrichtungen
Folgende öffentlichen Einrichtungen befinden sich in Distelhausen:
- Erich Kästner Grundschule
- Kreismedienzentrum des Main-Tauber-Kreises
- Autobahnmeisterei Tauberbischofsheim
- Autobahnpolizeirevier Tauberbischofsheim
- Straßenmeisterei Tauberbischofsheim

### Medien
Tauberbischofsheim AKTUELL informiert als städtisches Mitteilungsblatt jeweils zum ersten und dritten Donnerstag eines Monats.

## Kultur und Sehenswürdigkeiten

### Bauwerke und Baudenkmäler

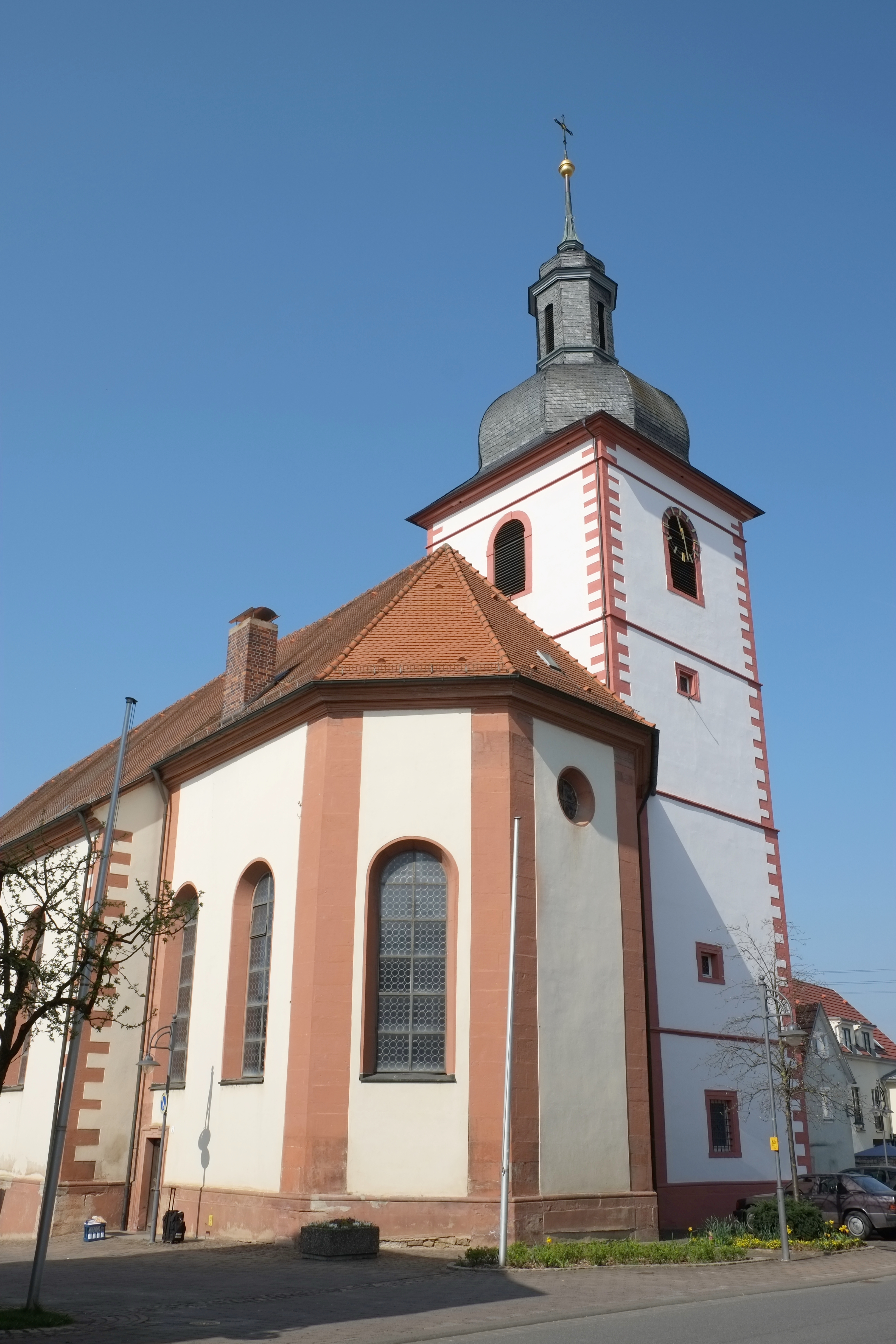
Kirche St. Markus

#### Pfarrkirche St. Markus
Die römisch-katholische Pfarrkirche St. Markus wurde von 1731 bis 1738 wurde unter Aufsicht von Balthasar Neumann erbaut. Die erste Dorfkirche, die überwiegend aus Holz gebaut war, fiel 1725 einem Brand durch einen Blitzeinschlag zum Opfer. An den Vorgängerbau erinnert ein mittelalterlicher Turm am Altarraum.
Da es in Distelhausen keine evangelische Kirche gibt, besuchen die evangelischen Gottesdienstteilnehmer die evangelische Christuskirche in Tauberbischofsheim.

#### St.-Wolfgangs-Kapelle
Die St.-Wolfgangs-Kapelle in Distelhausen ist seit 1472 Schauplatz des St.-Wolfgangs-Ritts.

#### Zobelschloss
In Distelhausen steht das Zobelschloss. Dabei handelt es sich um einen historischen Fachwerkbau, der 1840 als Sommersitz der Familie von Zobel errichtet wurde. Seit 2003 befindet sich in dem Gebäude das Kreismedienzentrum des Main-Tauber-Kreises.

#### Schloss Abendantz
Im Ortskern befindet sich das im 18. Jahrhundert erbaute Schloss Abendantz. Bis 2009 diente ein Teil des Gebäudes als Feuerwehrhaus der Freiwilligen Feuerwehr Distelhausen.

#### Bauernhofmuseum
Ein Bauernhofmuseum beherbergt ca. 5.000 Exponate aus dem bäuerlichen Leben.

#### Wetterkreuz
Zum „ewigen Andenken“ an einen Gewitterschaden wurde 1714 ein Wetterkreuz errichtet, das heute auf vielen Wanderkarten ausgewiesen ist. Das Wetterkreuz bildet den Grenzstein zu den Gemarkungen von fünf Altgemeinden (Oberlauda, Lauda, Dittwar, Dittigheim und Distelhausen), deren Ortswappen darauf abgebildet sind.

### Regelmäßige Veranstaltungen
(jeweils jährlich)
- Distelhäuser Pfingsttage[32]
- St.-Wolfgangs-Ritt zur Kapelle am Pfingstmontag im Rahmen der Distelhäuser Pfingsttage. Bei einem Gottesdienst wird zum heiligen Wolfgang um Fürbitte gegen alle Krankheiten, die Mensch oder Tier treffen könnten, gebetet. Pferde, Kutschenfahrer und Reiter werden nach der Messe gesegnet. Der St.-Wolfgangs-Ritt weist seit 1472 eine lange Tradition auf und zieht Menschen aus nah und fern an.[32][6]
- Distelhäuser Genießermarkt mit überwiegend regionalen Erzeugnissen
- Dreikönigskonzert der Musikkapelle Distelhausen
- Prunksitzung der Musikkapelle Distelhausen
- Herbstkonzert des Gesangvereins Liederkranz Distelhausen (bis 2013)
- „Hopfenzupferfest“ der ortsansässigen Brauerei[32][18]
- Liederabend und Winzerfest, Anfang Oktober[32]

## Vereine
Gesangverein „Liederkranz“ Distelhausen e. V.
Gründung: 8. Dezember 1863

Mitgliederzahl: 41 (Stand: 4. August 2014).

Zweck: Es ist ein Gesangverein.

Sonstiges: 2013 feierte der Verein sein 150-jähriges Bestehen.
SV 1946 e. V. Distelhausen
Gründung: 10. April 1946

Mitgliederzahl: 464 (Stand: 1. September 2016)

Zweck: Es handelt sich um einen Sportverein. Die Hauptsportart ist Fußball. Daneben gibt es eine Gymnastikgruppe.

Erfolge: In der Saison 1980/81 konnte der SV Distelhausen die Meisterschaft in der Fußball-Landesliga Odenwald gewinnen.
Angelsportverein Distelhausen e. V.
Förderverein 2000 des SV 1946 e. V. Distelhausen
Jugendforum Distelhausen e. V.
Musikkapelle Distelhausen e. V.